# Балдин, Иван Иванович
Иван Иванович Балдин (14 января 1919, Васильевско-Шайтанский завод, Пермская губерния — 14 декабря 1988, Свердловск) — советский тренер по хоккею с мячом, заслуженный тренер СССР (1963). Мастер спорта СССР (1950).

## Биография
Родился в пос. Васильевско-Шайтанский. Вскоре семья Балдиных переехала Екатеринбурге.
В хоккей с мячом начал играть в 1931 году в свердловском «Динамо». Трудовую деятельность начал в декабре 1938 года в планово-экономическом отделе завода «Сибметаллстрой» в должности экономиста.
В сентябре 1939 года Кировским райвоенкоматом города Новосибирска был призван в ряды Красной армии. В период Великой Отечественной войны находился в действующей армии. Служил в составе 812 ап 273-й стрелковой дивизии 3-й гвардейской армии (позже — 6-й армии) 1-го Украинского фронта.
После окончания войны в ноябре 1945 года был переведен в войска Уральского военного округа, в ноябре 1946 года был демобилизован из рядов Советской армии, а в марте 1947 года зачислен старшиной на сверхсрочную службу, работал инструктором физкультуры хоккейной команды Свердловского Окружного дома офицеров.
С 1945 года играл в составе СКА (Свердловск), в составе которого дважды стал чемпионом СССР. С 1949 года — играющий тренер.
Одновременно с этим в 1946 году провел 4 игры за ФК ОДО (Свердловск). В сезоне 1946/47 играл за ХК ДО (Свердловск).
После окончания карьеры работал тренером в клубе. Возглавляя клуб в 1950—1965 годах, семь раз приводил его к чемпионству. В это время клуб имел высокий процент побед — 71,6 %.
В 1956 и 1961—1963 годах также возглавлял советскую сборную, которая дважды стала чемпионом мира.
В 1964—1969 гг. тренер детских команд СКА (Свердловск).
В декабре 1969 года, уволившись из рядов Вооруженных Сил СССР, переходит на тренерскую работу на «Уралхиммашзавод». Под его руководством детские и юношеские команды неоднократно становятся чемпионами города Свердловска, обладателями Кубка города. Всего в ДЮСШ проработал почти 20 лет — 1969—1979, 1981—1988.
В конце 1960-х — начале 1970-х гг. возглавлял президиум Свердловской областной федерации хоккея с мячом и на траве, был председателем данной федерации.
Похоронен на Верхнепышминском (Александровском) кладбище.
В 2012 году установлена мемориальная доска на доме, где жил И. И. Балдин (улица Гагарина, 20).

## Достижения игрока
Чемпион СССР (2) — 1950, 1953 

 Серебряный призёр чемпионата СССР (1) — 1951 

 Серебряный призёр чемпионата СССР (1) — 1952 

## Достижения тренера

### В клубе
Чемпион СССР (7) — 1950, 1953, 1956, 1958, 1959, 1960, 1962 

 Серебряный призёр чемпионата СССР (6) — 1951, 1955, 1957, 1961, 1963, 1965 

 Бронзовый призёр чемпионата СССР (2) — 1952, 1964

### В сборной
Чемпион мира (2) — 1961, 1963

## Награды
- Орден Славы III степени (22.10.1944)[6]
- Орден Красной Звезды (30.12.1956)[7]
- Орден Отечественной войны II степени[8]
- 2 медали «За боевые заслуги» (29.04.1945; 20.04.1953)[9]
- Медаль «За отвагу» (17.10.1944)[10]
- Медаль «За трудовое отличие» (27.04.1957) — «за успехи, достигнутые в деле развития массового физкультурного движения в стране, повышения мастерства советских спортсменов, и успешное выступление на международных соревнованиях»
- Медаль «За безупречную службу»